# Église Notre-Dame de Plourin-lès-Morlaix
L'église Notre-Dame est une église paroissiale catholique située dans le bourg de Plourin-lès-Morlaix, dans le département du Finistère. Elle est située au sein d'un enclos paroissial.

## Historique
Dédié autrefois à saint Pierre apôtre, cet édifice remplace une vieille église gothique qui menaçait ruine vers 1762 et dont il ne reste que le chœur (datant du début du XVe siècle et restauré en 1673), des fenêtres et des enfeus.
La nef date de la fin du XVIIe siècle, tandis que la tour-clocher a été reconstruite en 1728.
Le 3 juin 1932, l'église est inscrite aux titre des monuments historiques.
De 1983 à 1993, plusieurs travaux de rénovation ont été réalisés par la commune de Plourin-lès-Morlaix, propriétaire de l'édifice.

## Description
De plan rectangulaire et orienté est-ouest, cet édifice comprend une nef de cinq travées avec bas-côtés, précédée d'un clocher et terminée par un chœur à chevet plat.

Dix chapelles latérales s'ouvrent le long des bas-côtés, séparées entre elles par des murs de refend et ajourées de grandes fenêtres,.

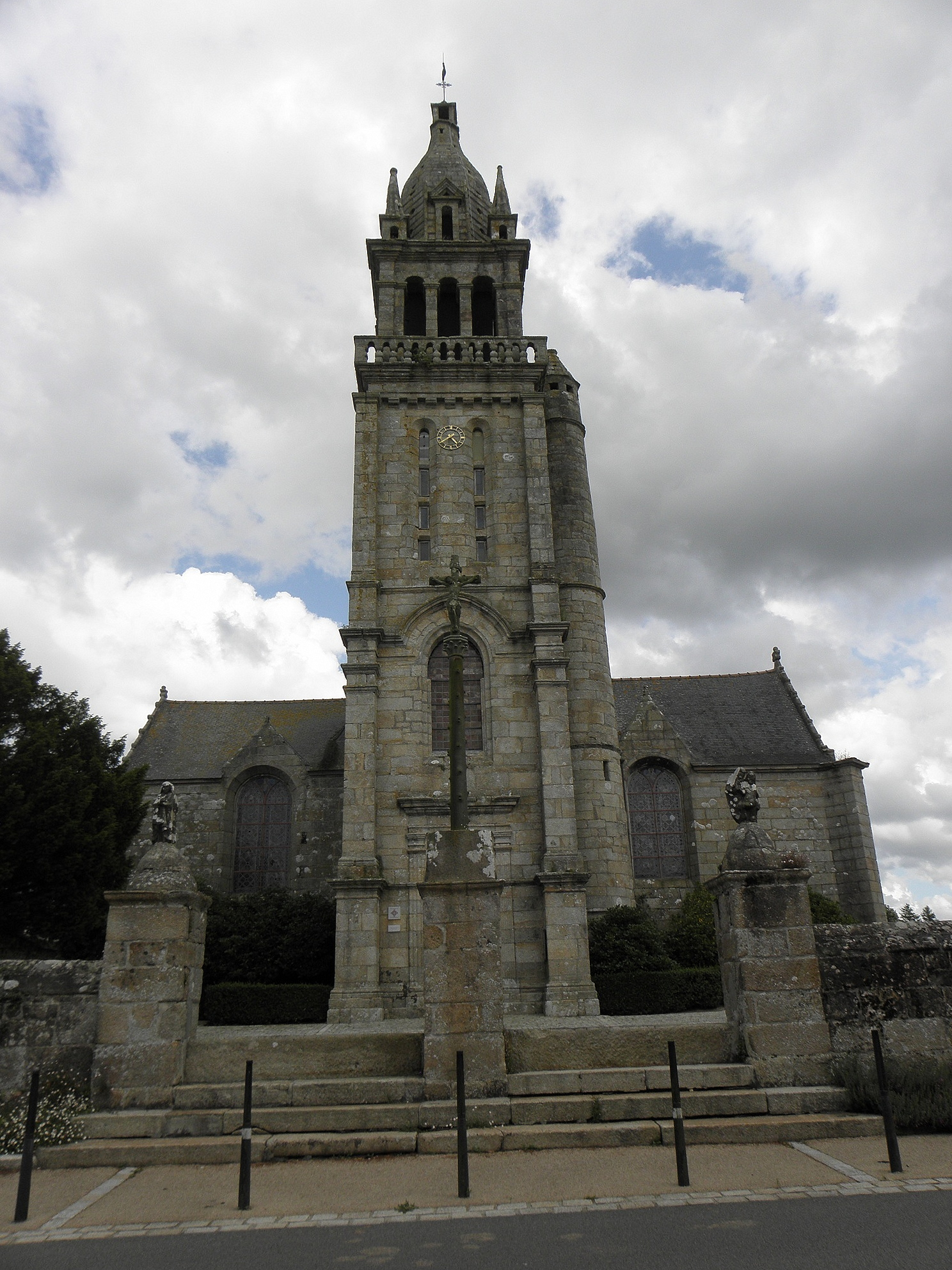
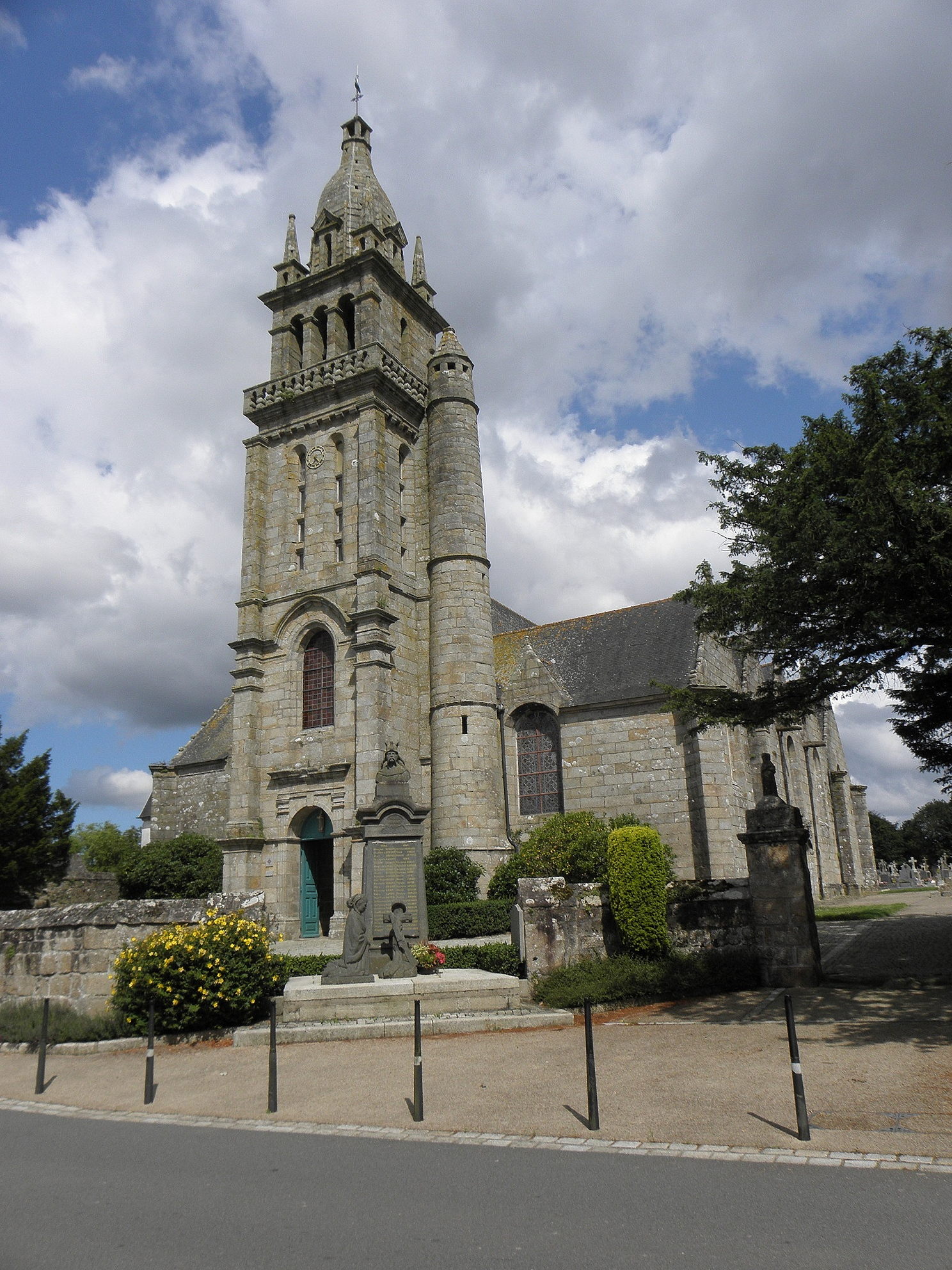
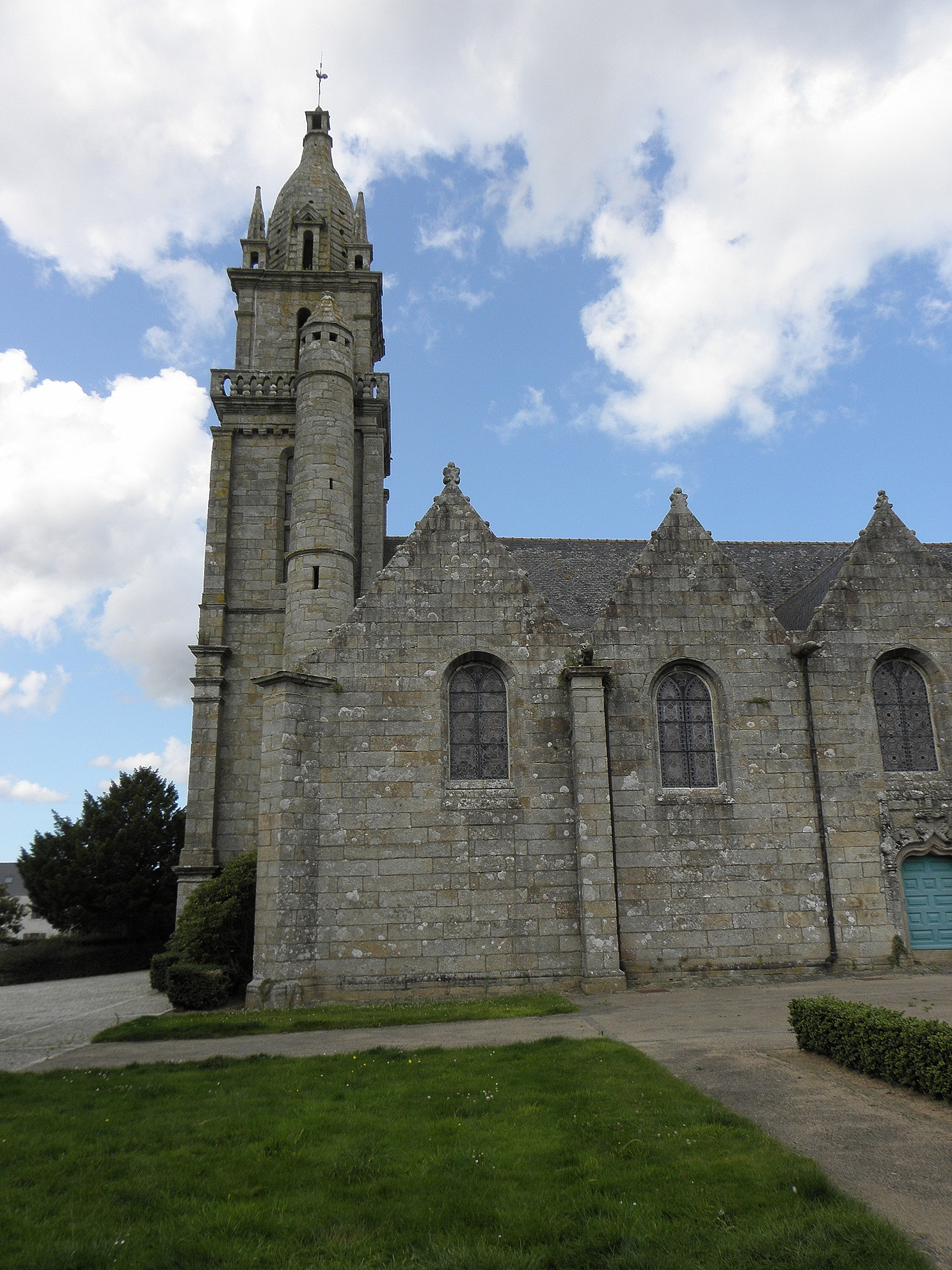
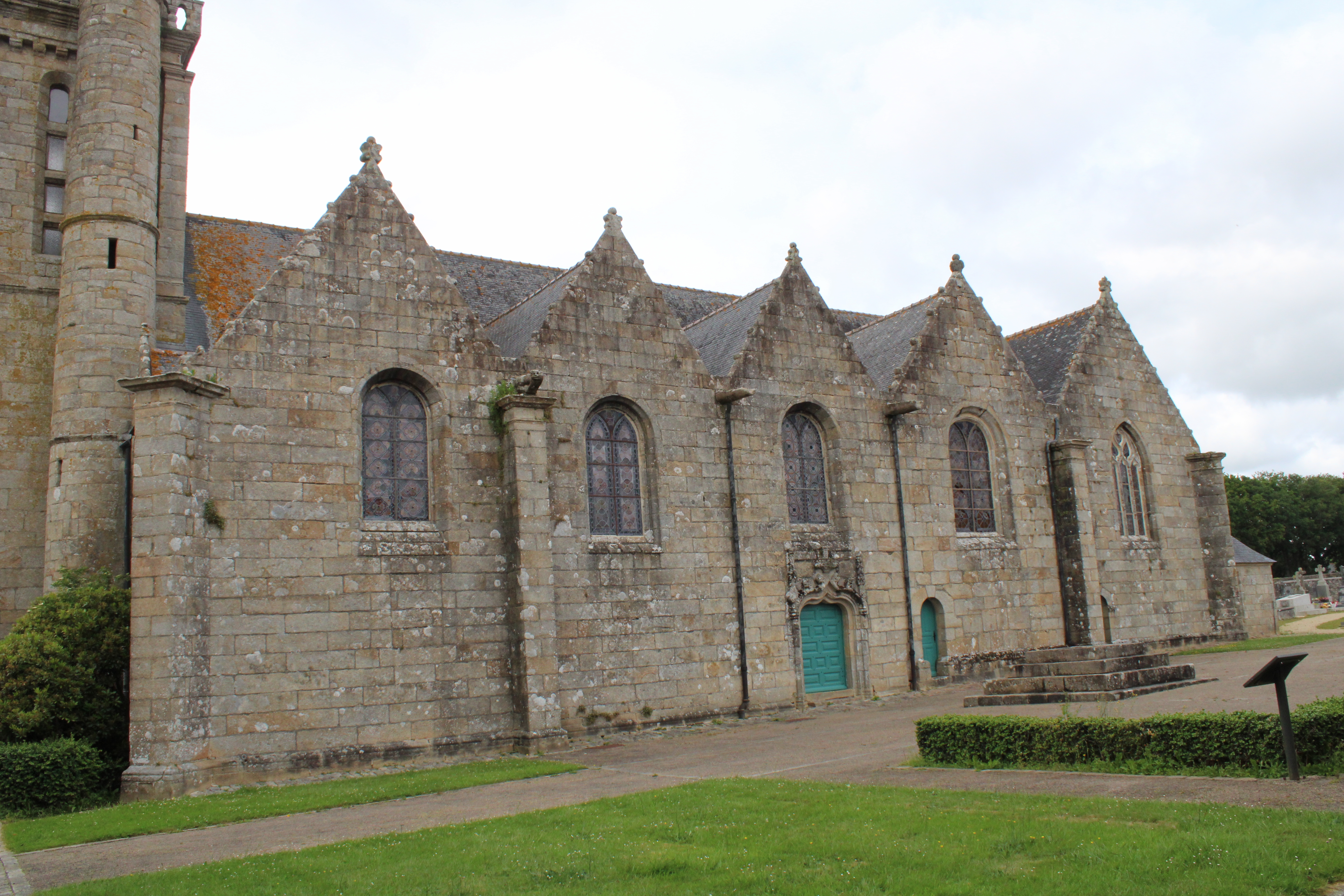
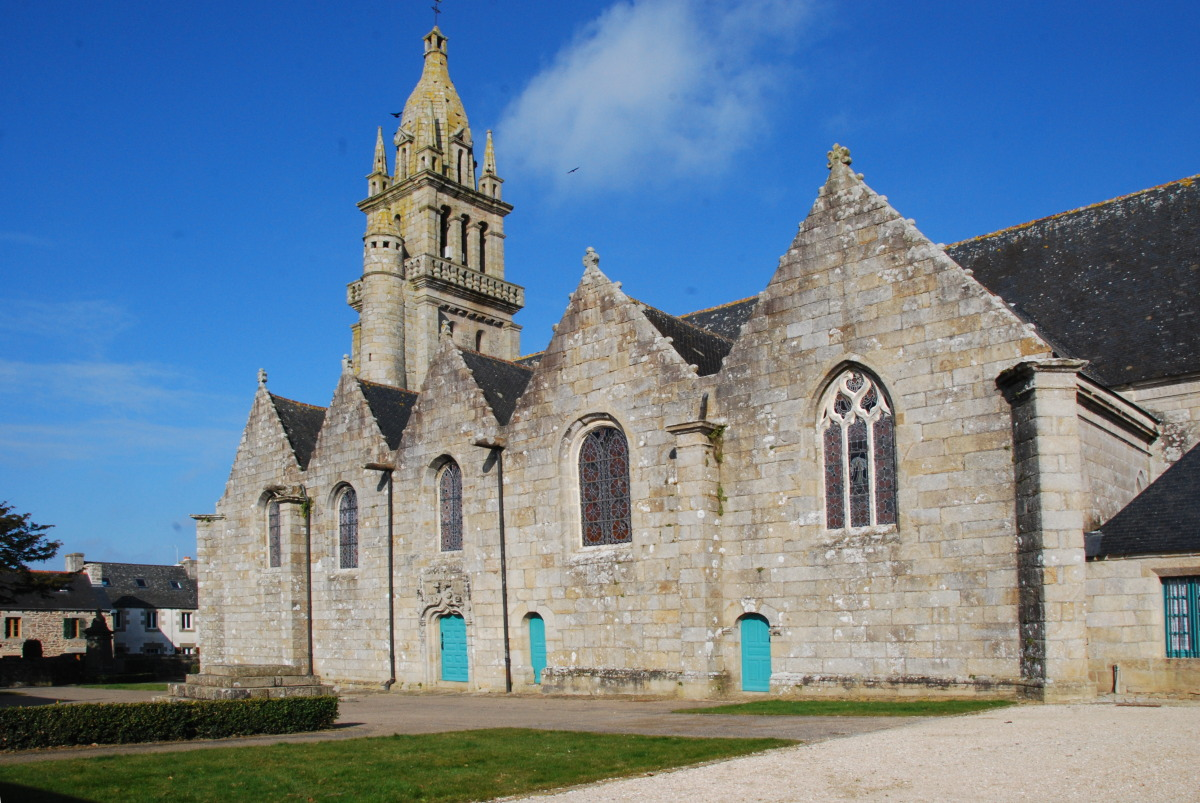
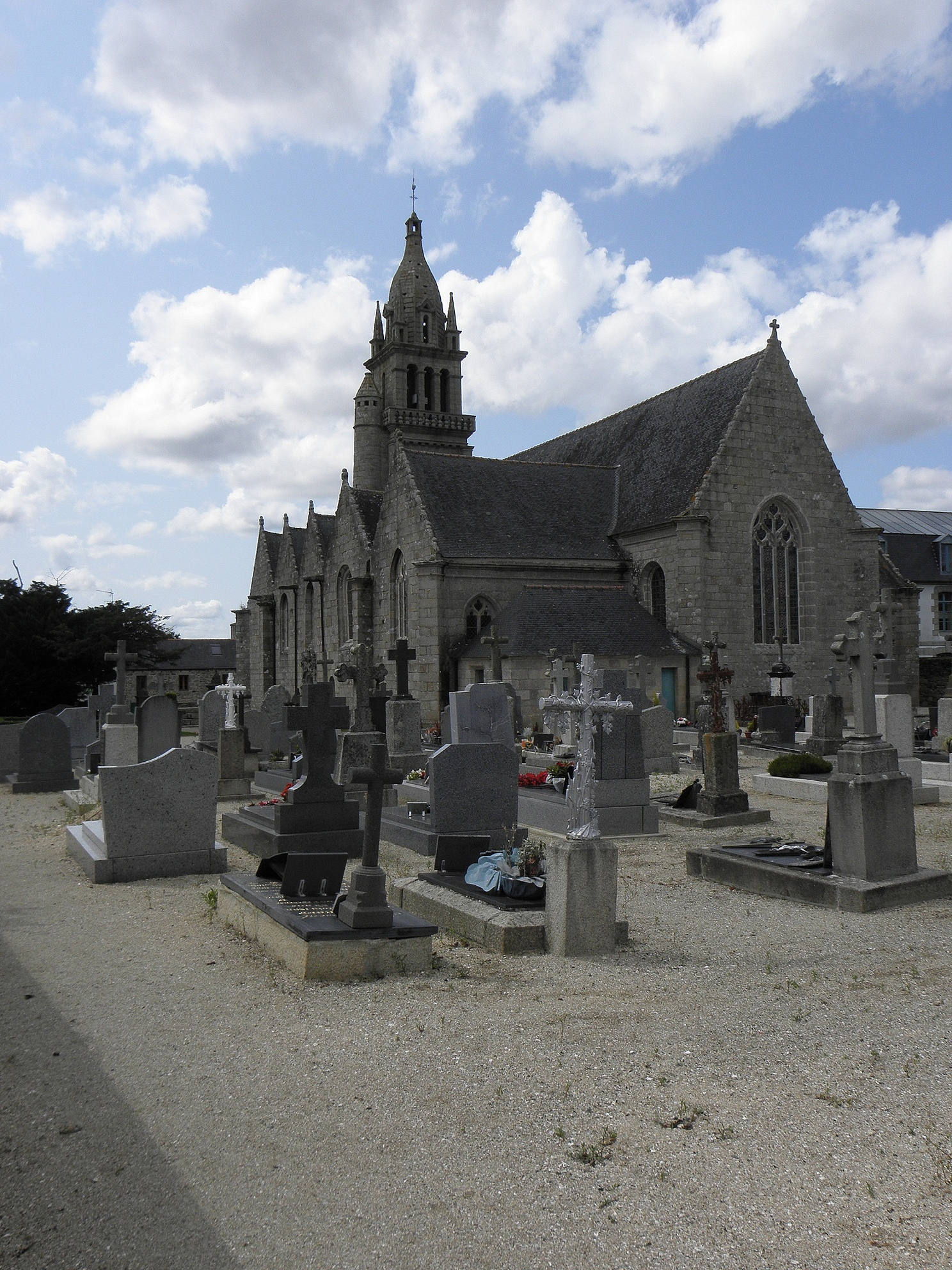
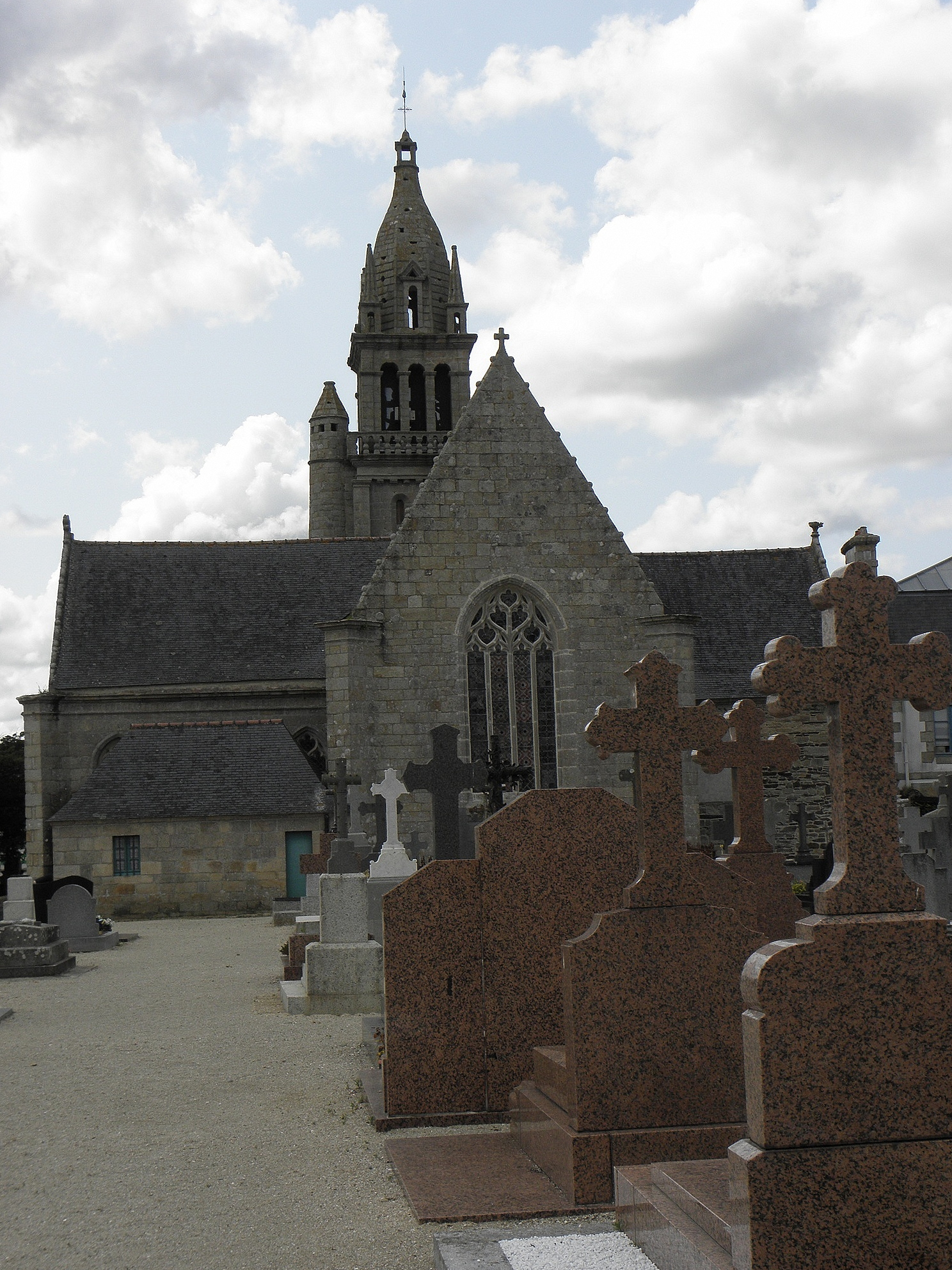
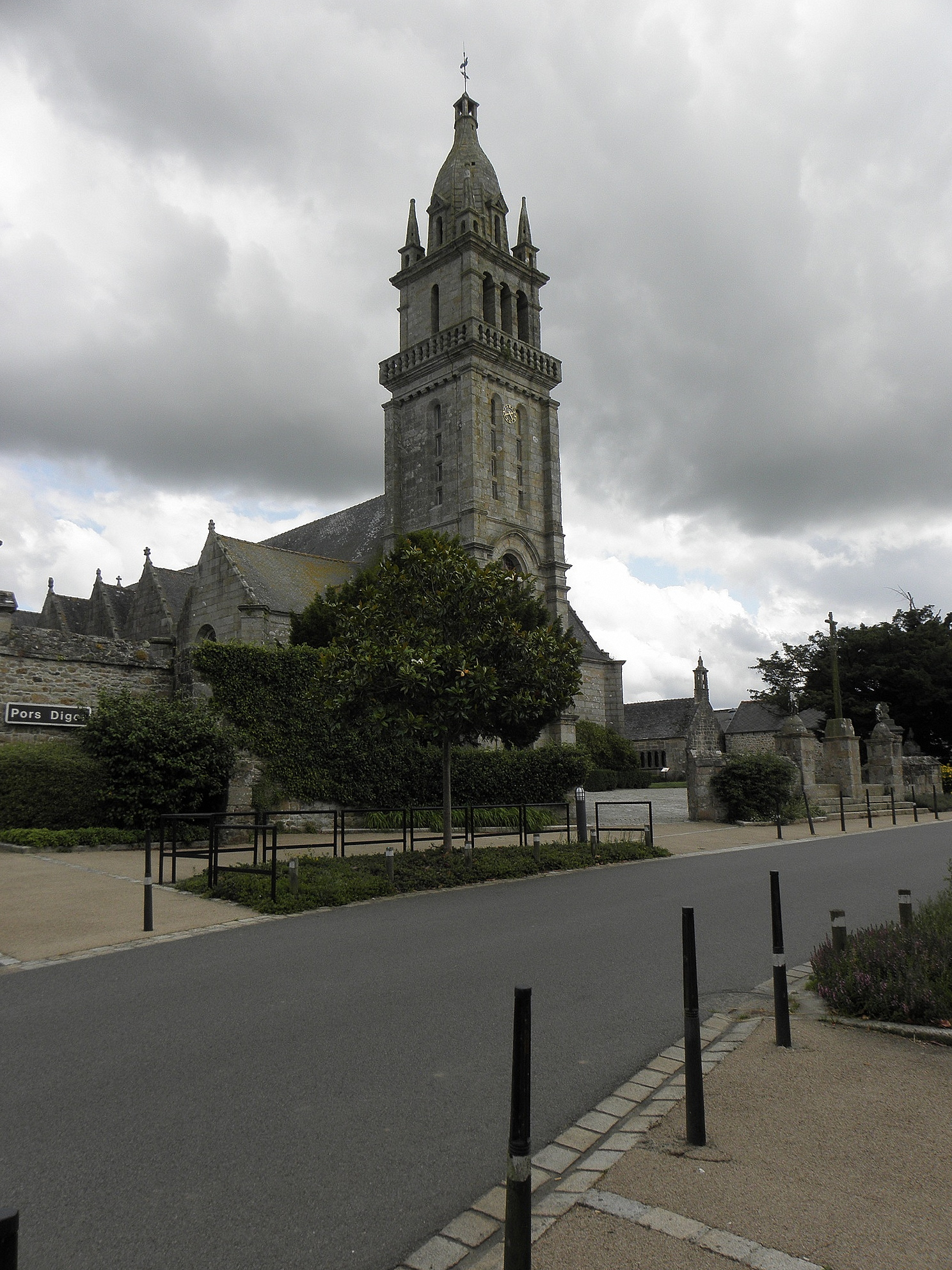

### Tour-clocher
De plan carré et massive, la tour-clocher porte l'inscription "NOBLE ET DISCRET MESSIRE BERNARD SALAUN R. JAN. PODEVIN FABRIQ 1728" et est composée d'un porche voûté d'ogives, d'une tribune donnant sur l'intérieur de l'édifice et ajourée à l'ouest d'une grande fenêtre en plein cintre, d'un deuxième étage éclairé par de longues baies étroites, d'une chambre des cloches entourée d'une galerie et surmontée de quatre clochetons d'angle et d'un dôme allongé à lanternon ; on y accède par une tourelle d'escalier cylindrique, située contre la face sud, dont le rayon décroît en montant,.

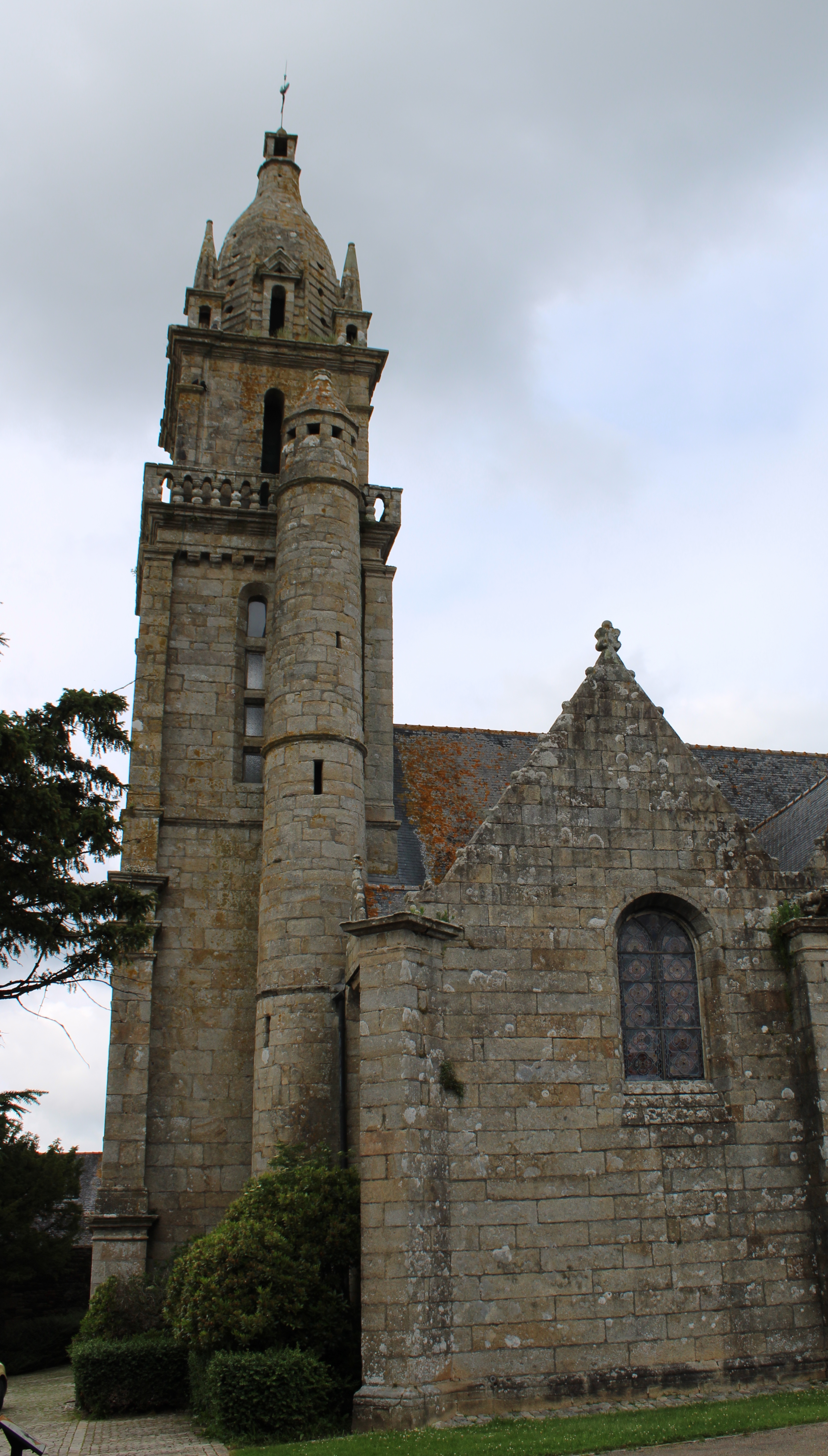
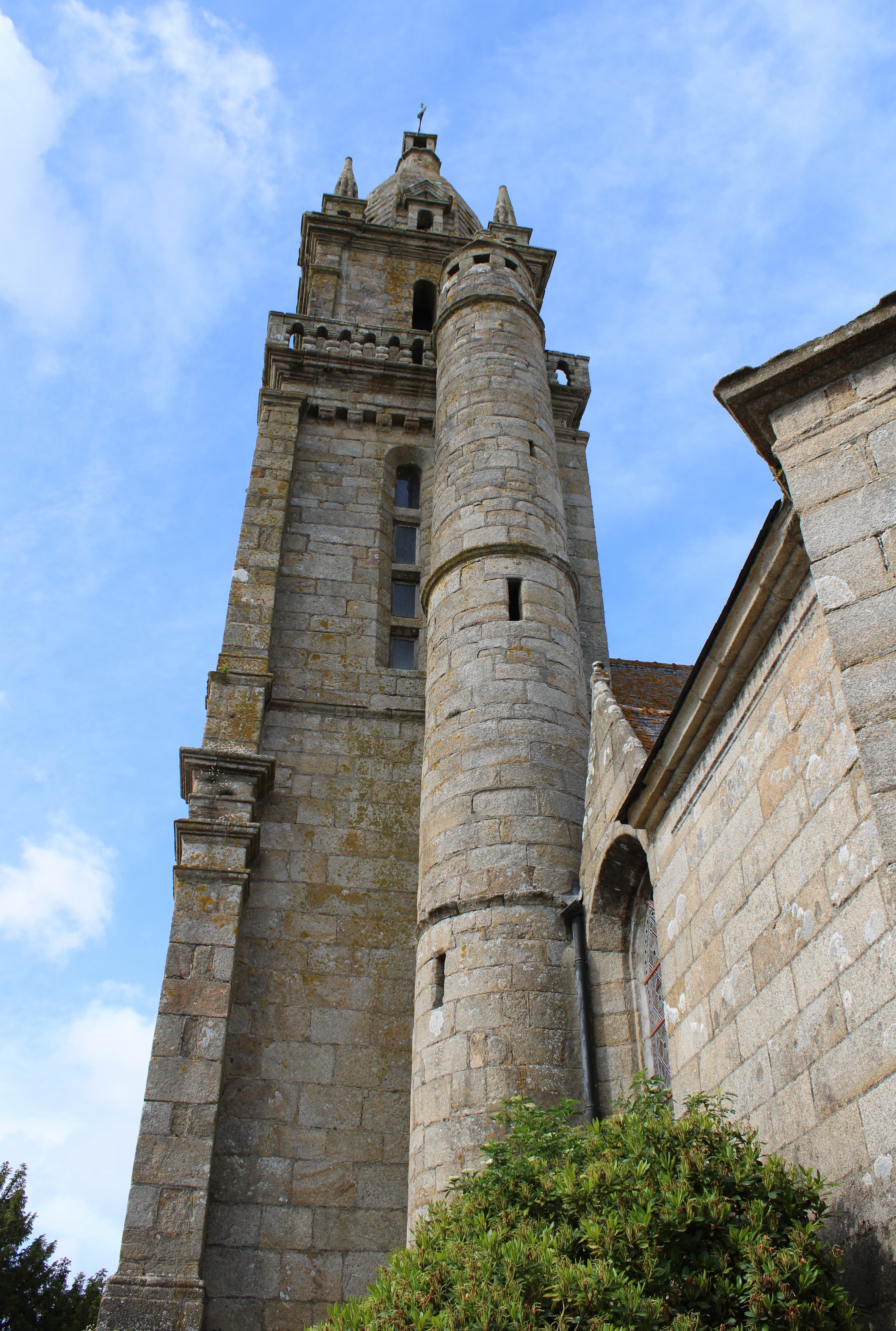
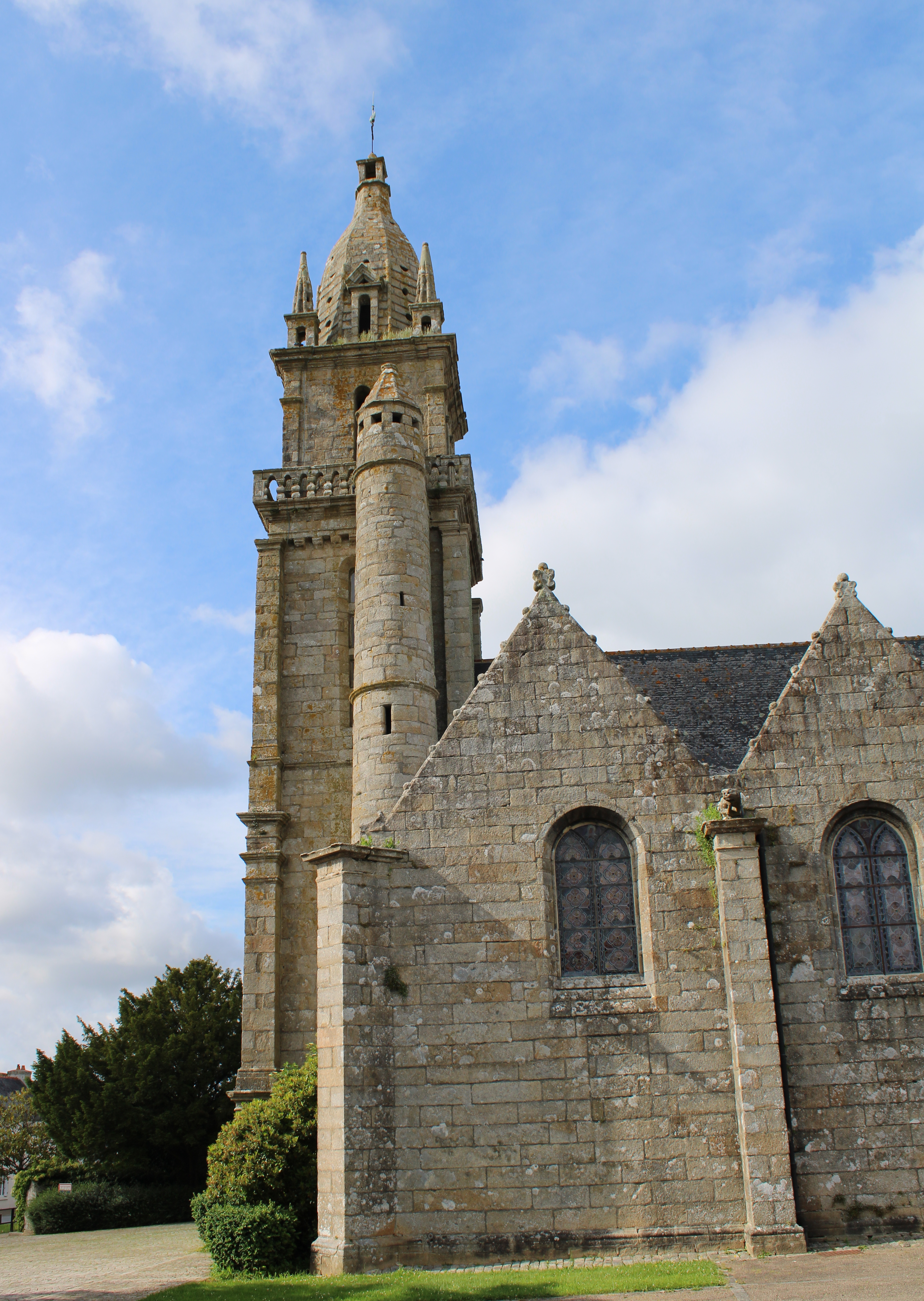

Comme l'axe de la tour-clocher est décalé par rapport à la nef, les cinq chapelles latérales situées au sud sont donc plus profondes que les cinq autres placées au nord afin de rétablir la symétrie de l'ensemble.

### Intérieur
Le vaisseau central, du type à nef obscure, est lambrissée en berceau surbaissée ; les grandes arcades en plein cintre sont supportées par des piliers octogonaux à chapiteaux et leurs clefs de voûte sont ornées de fleurs de lys sculptés.

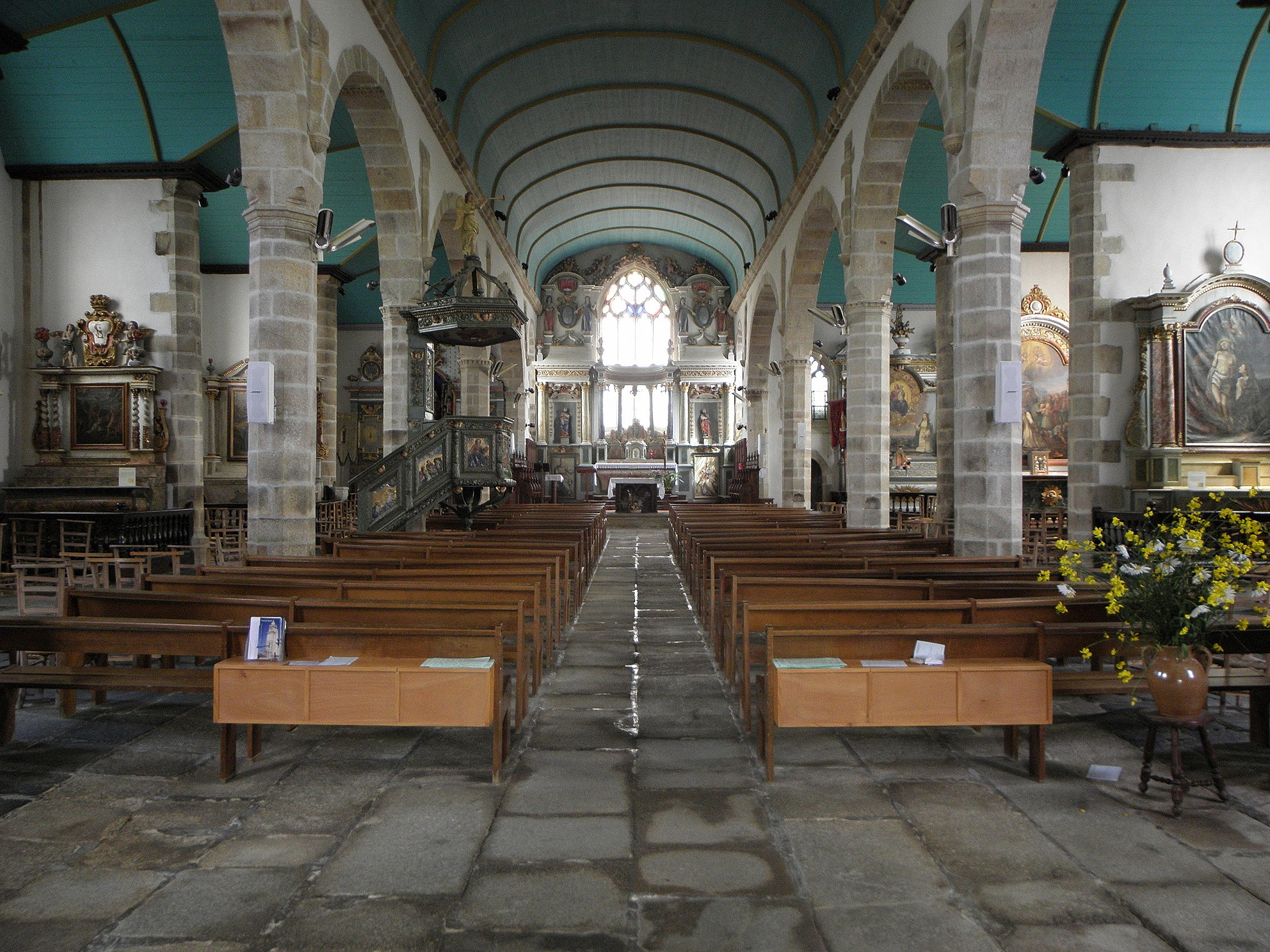
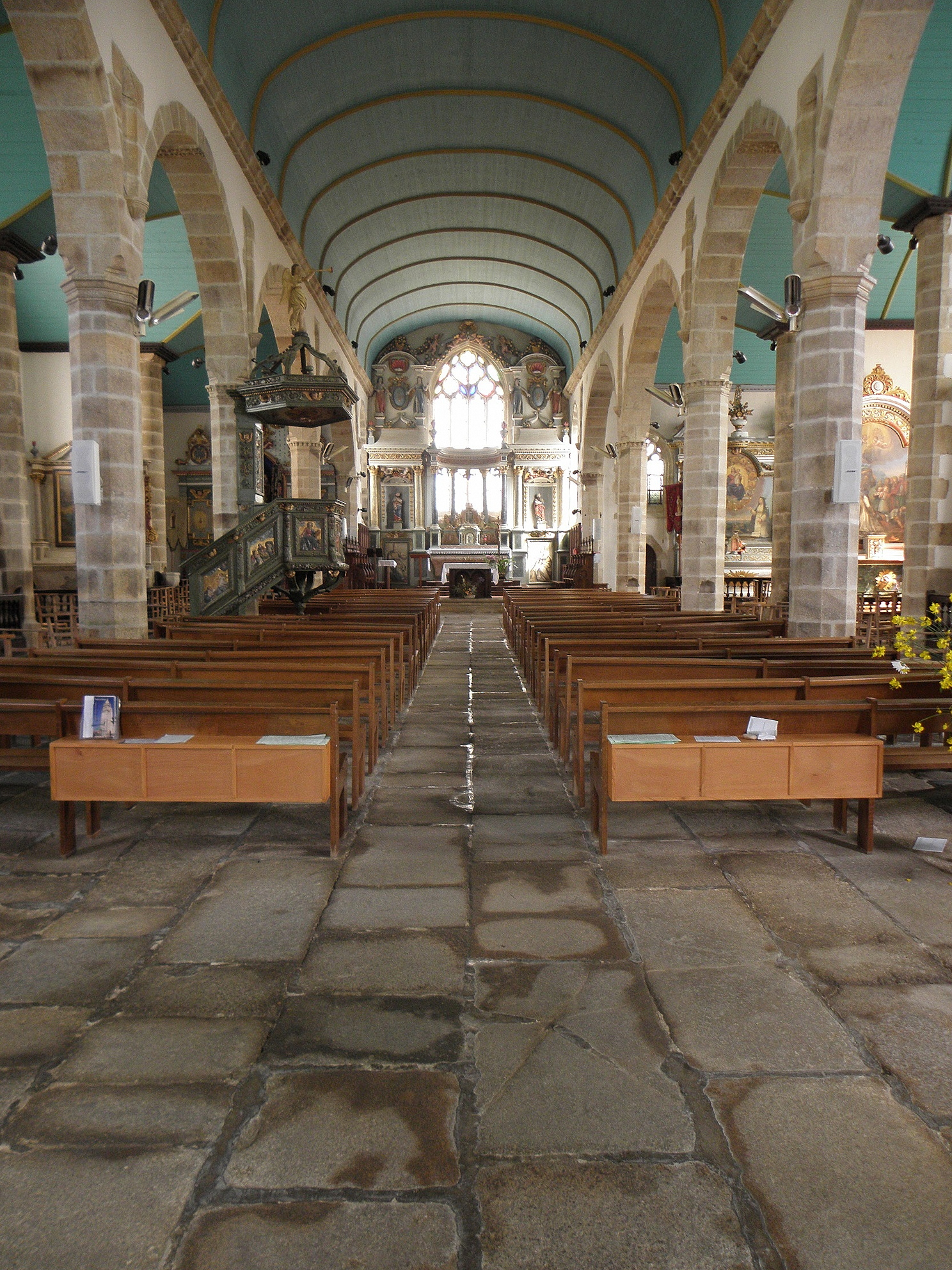
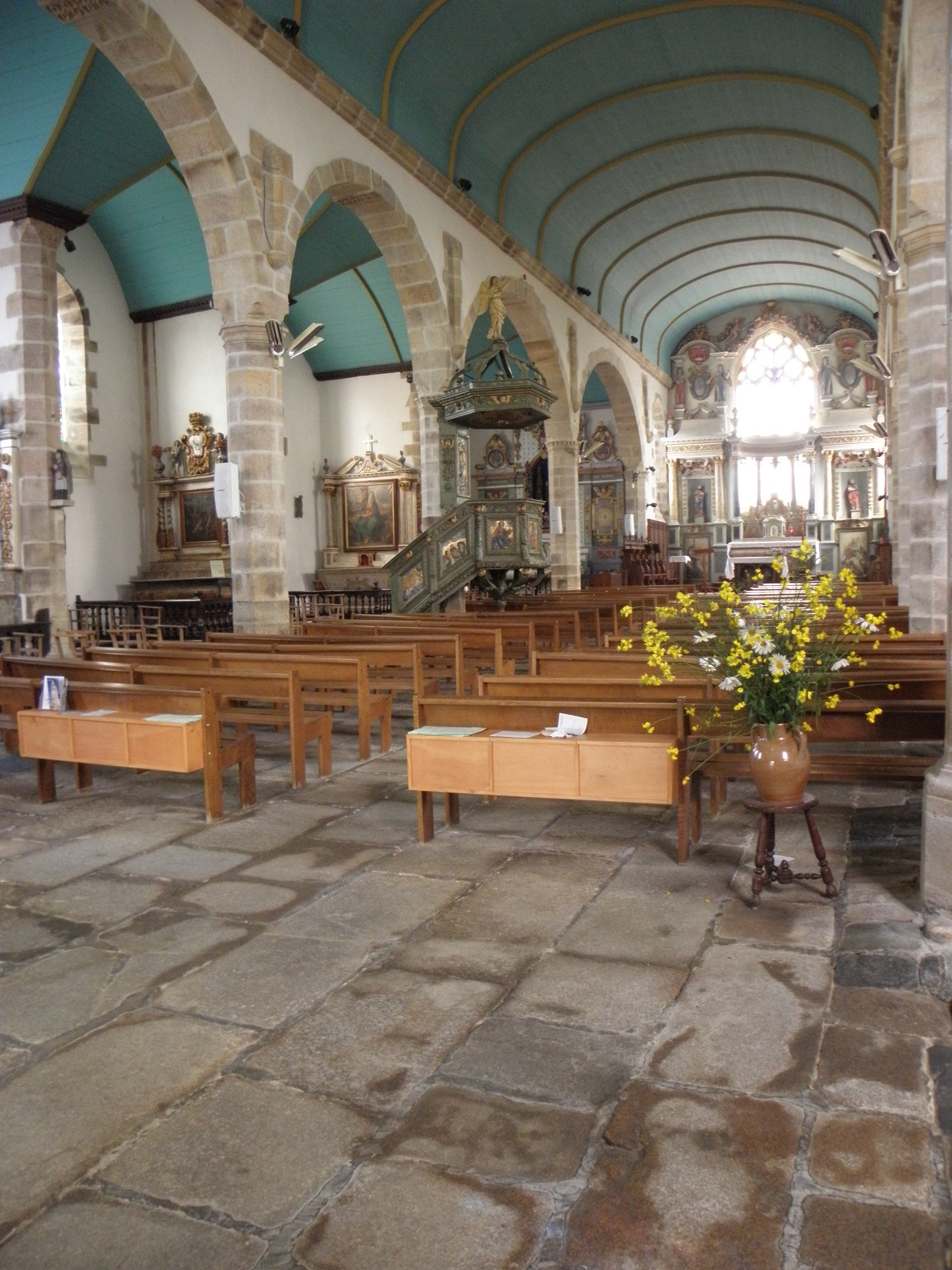
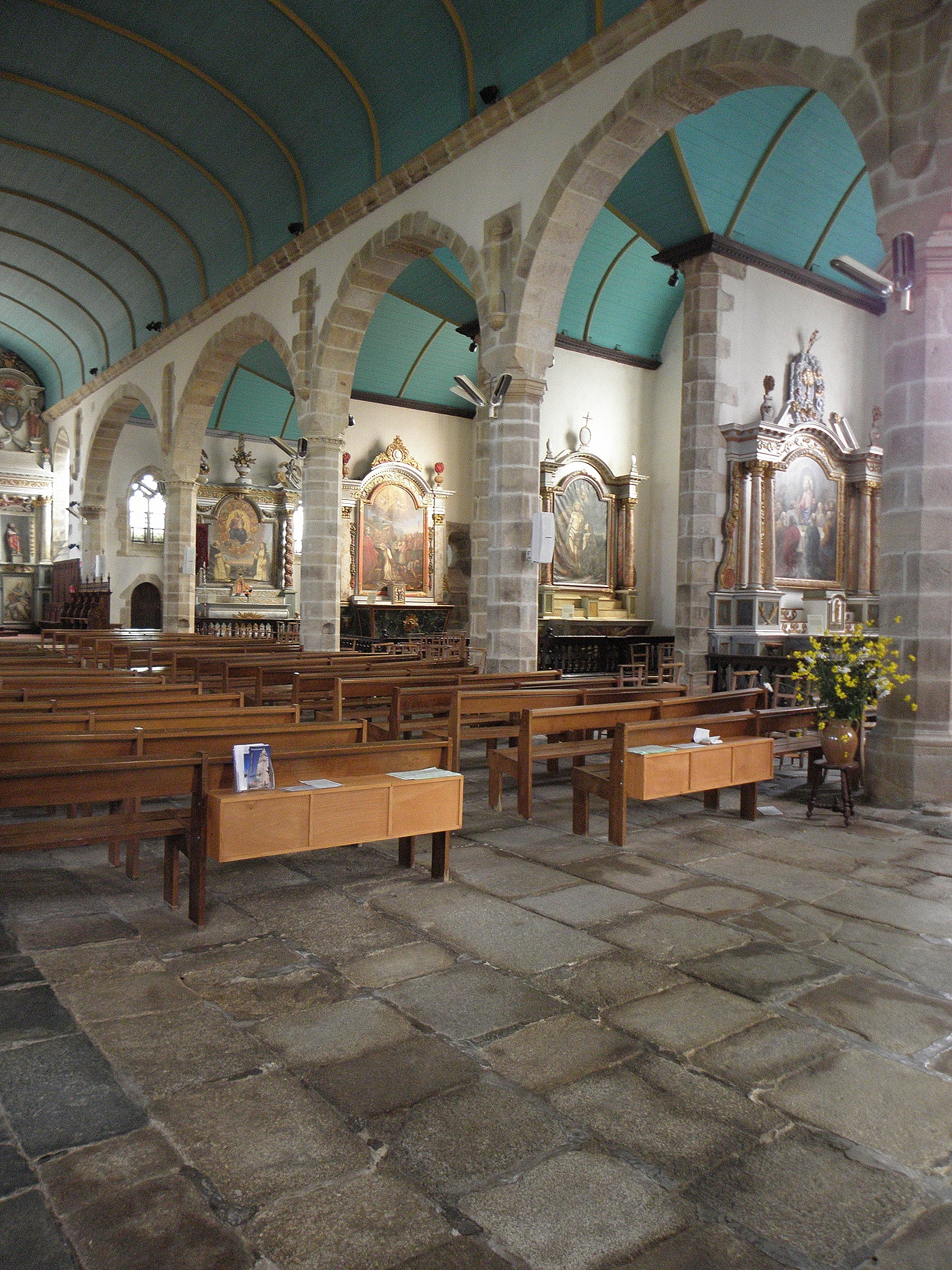
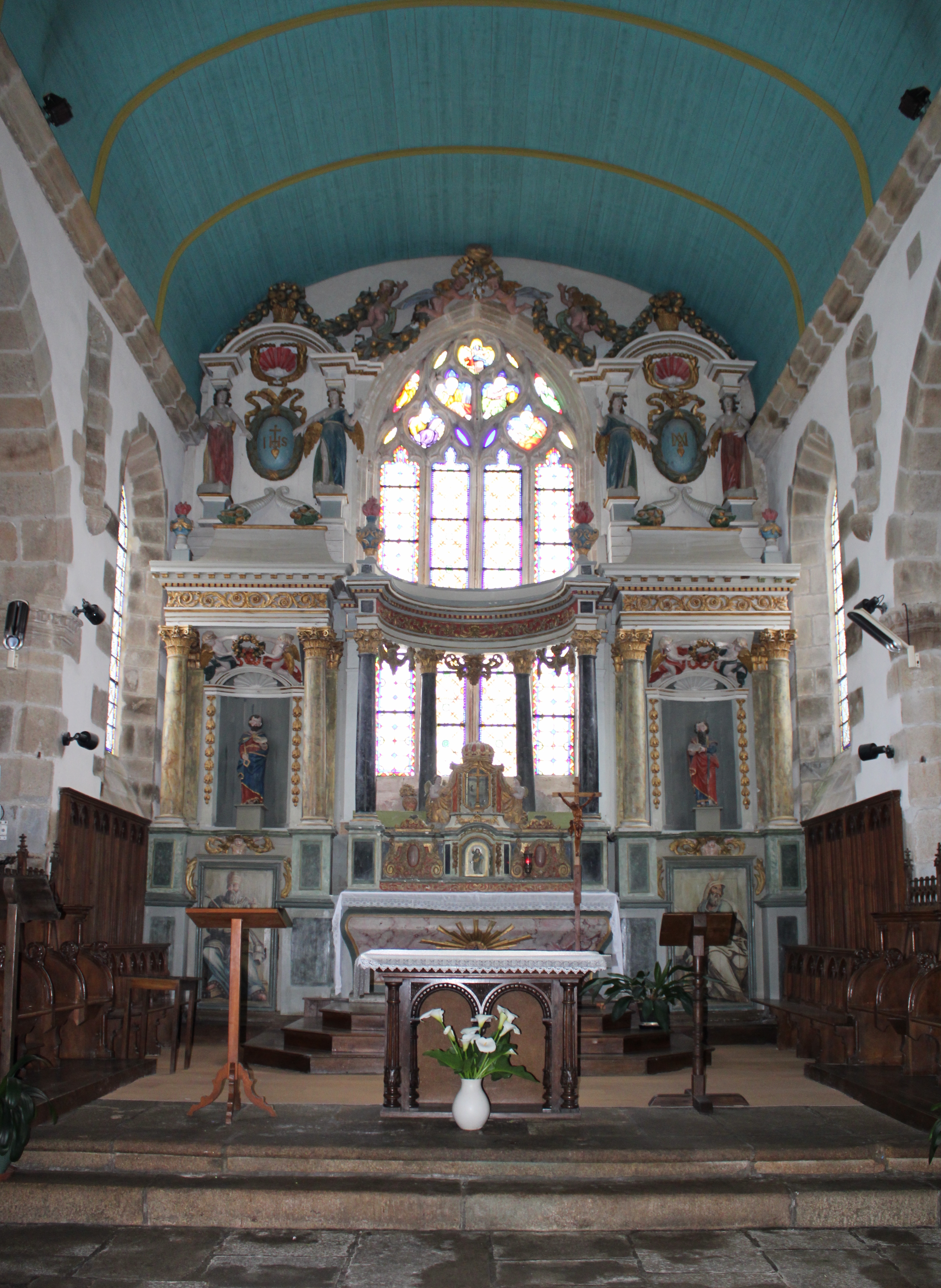
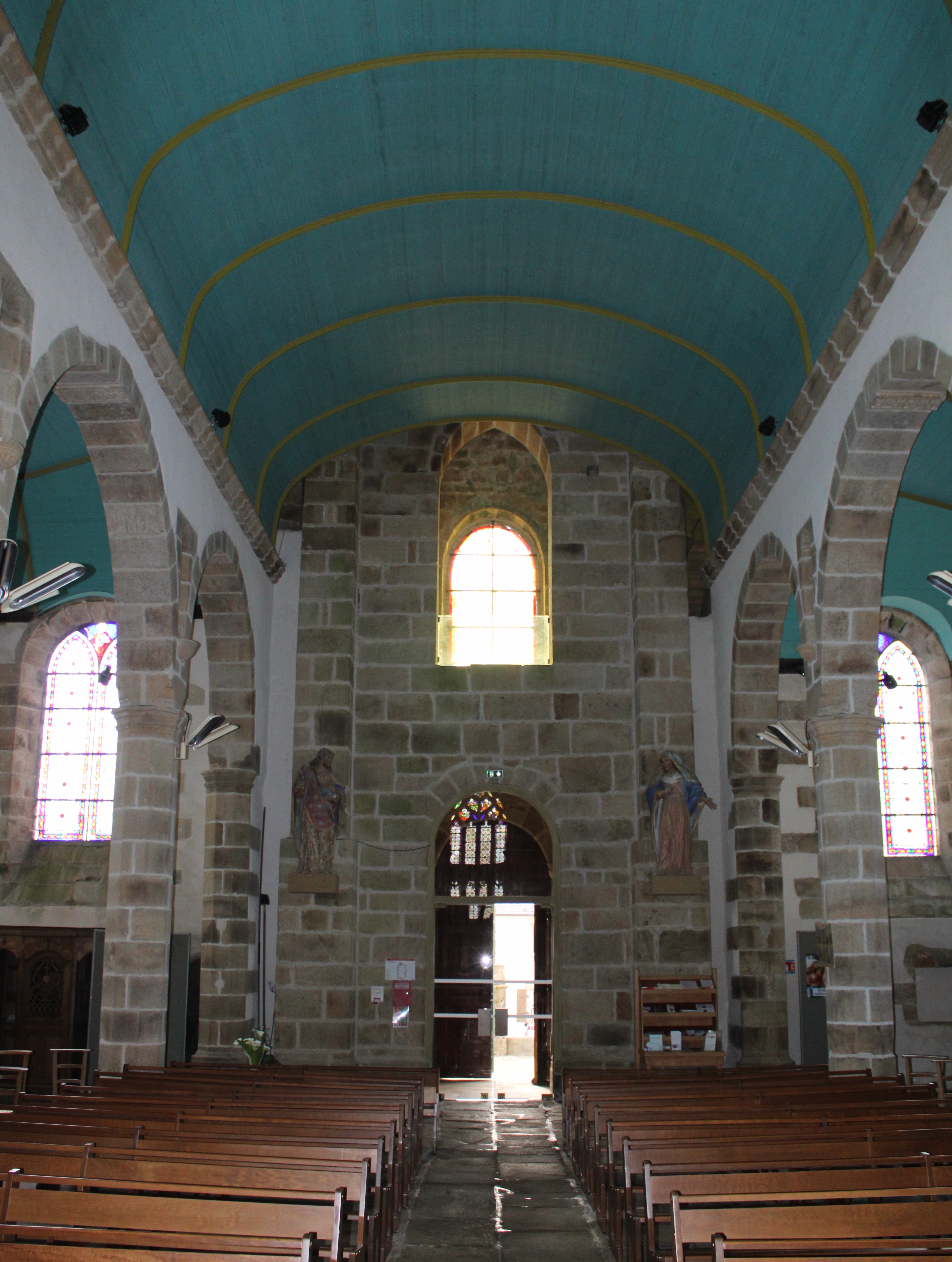

## Mobilier

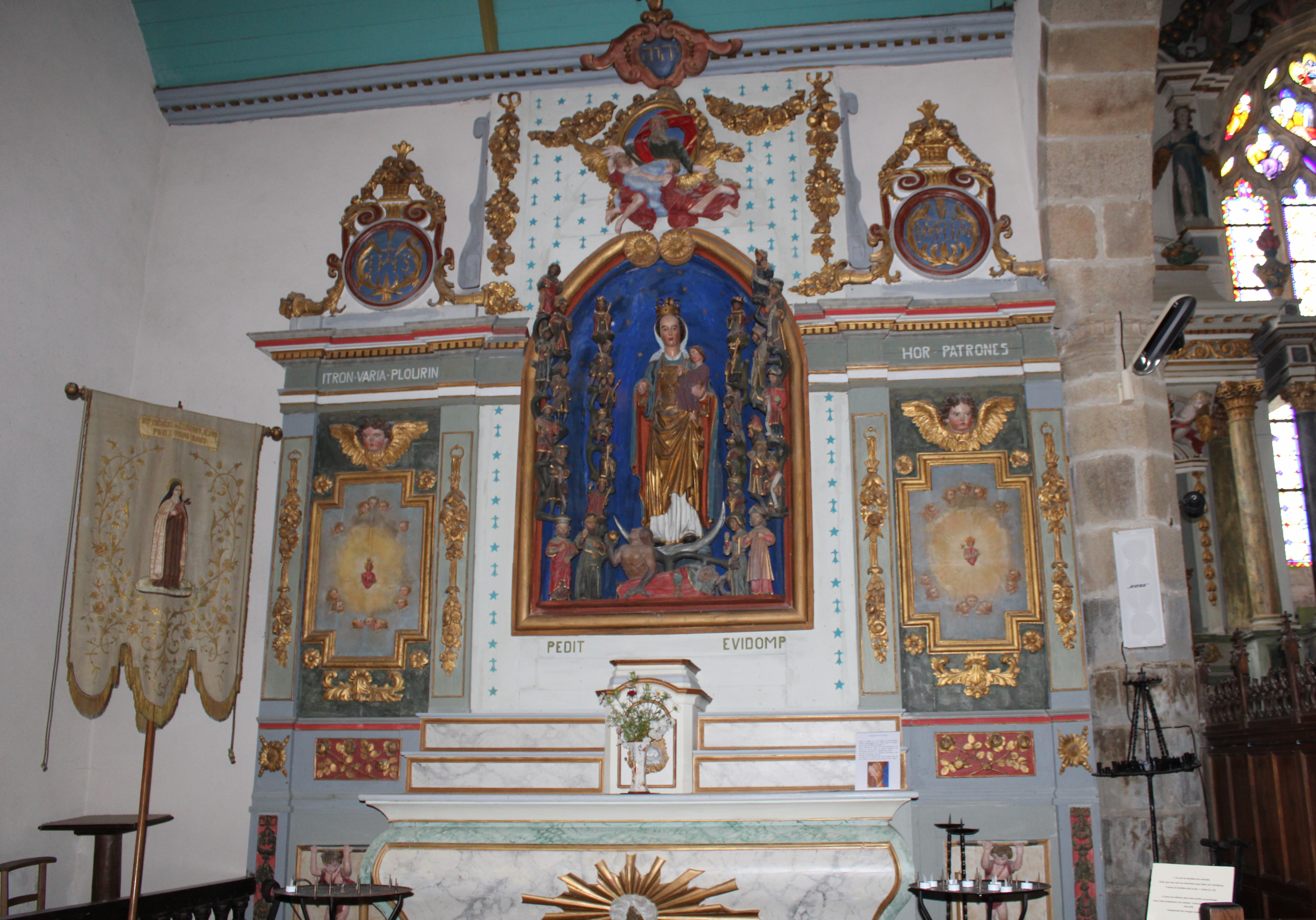
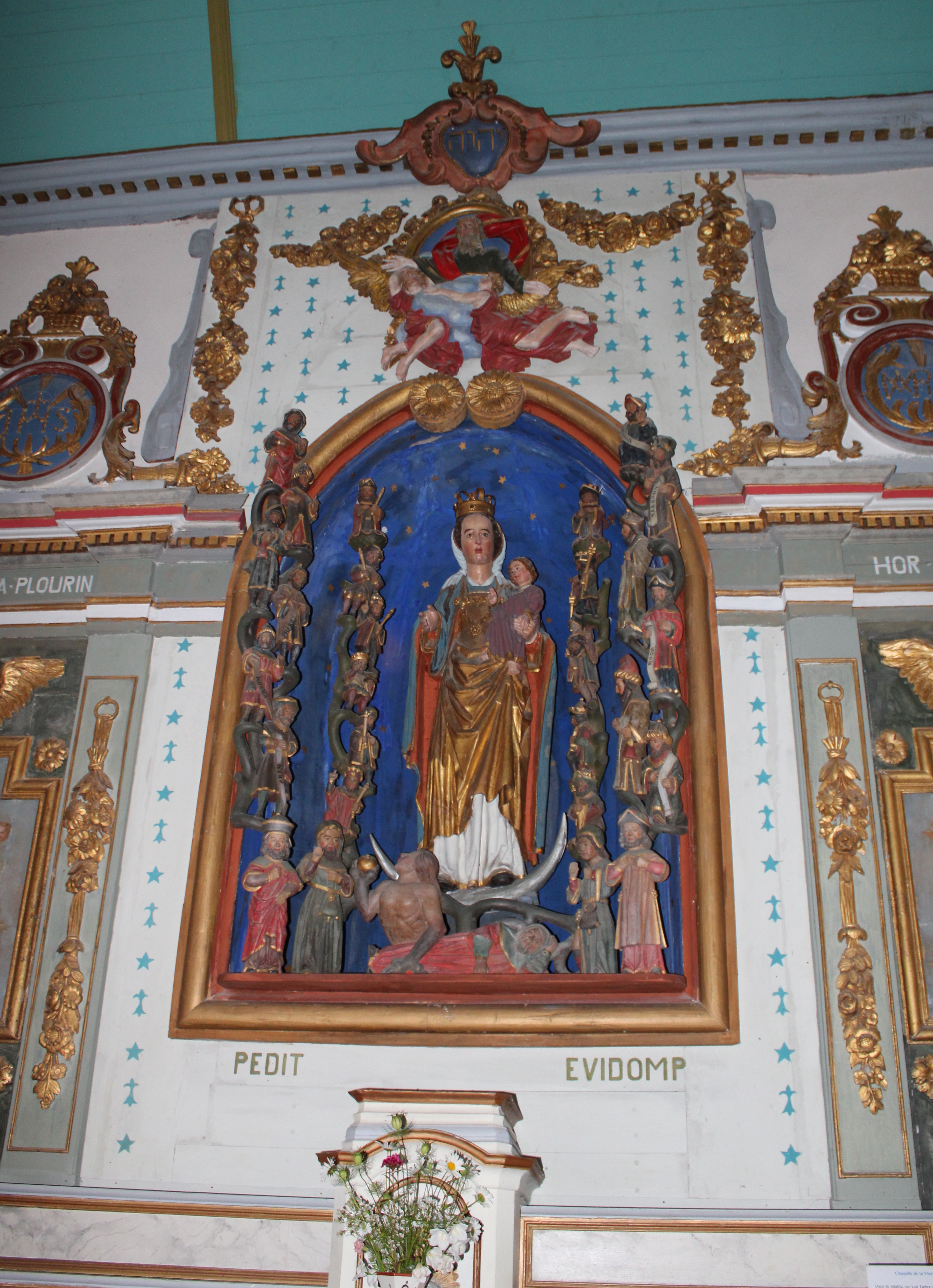
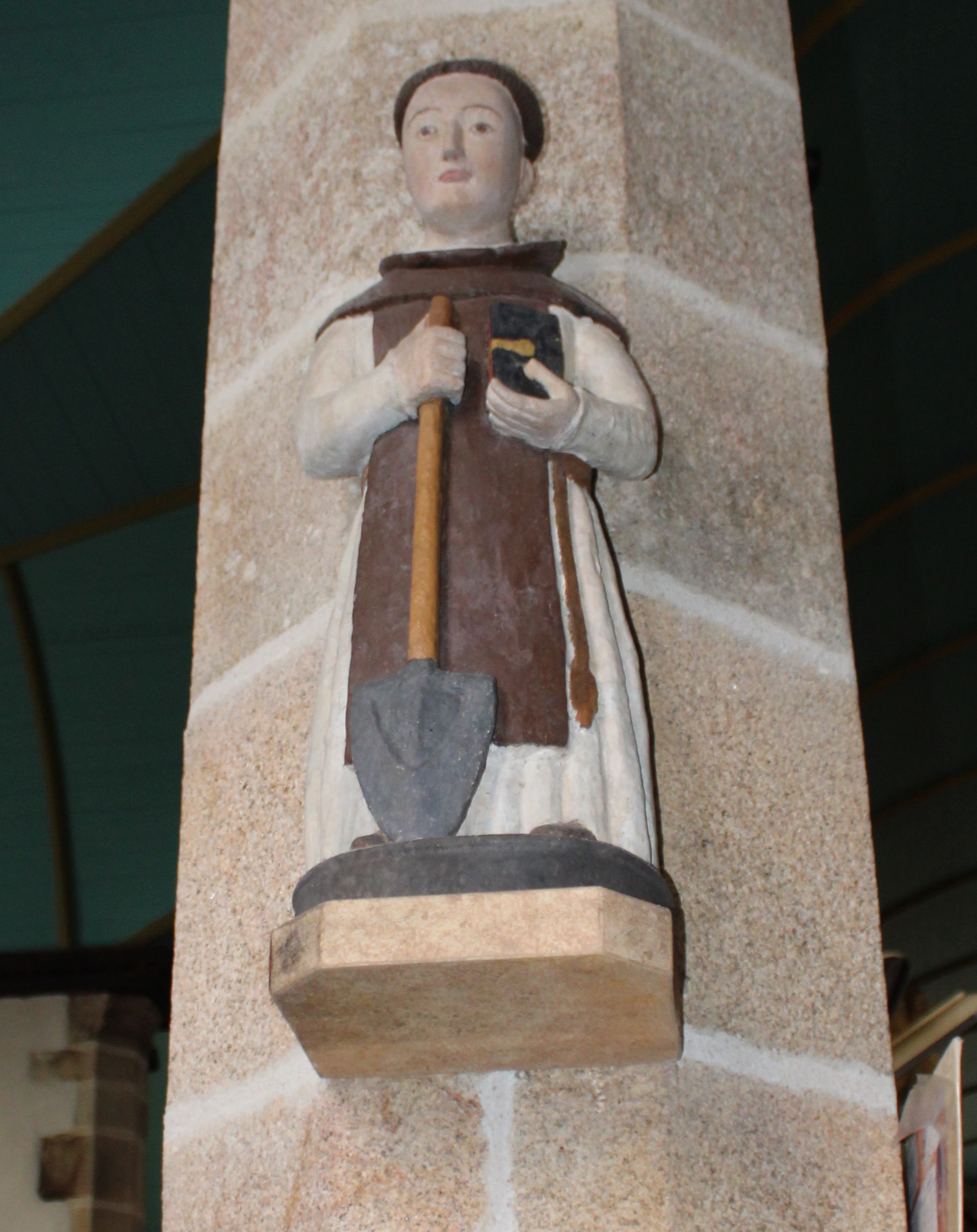
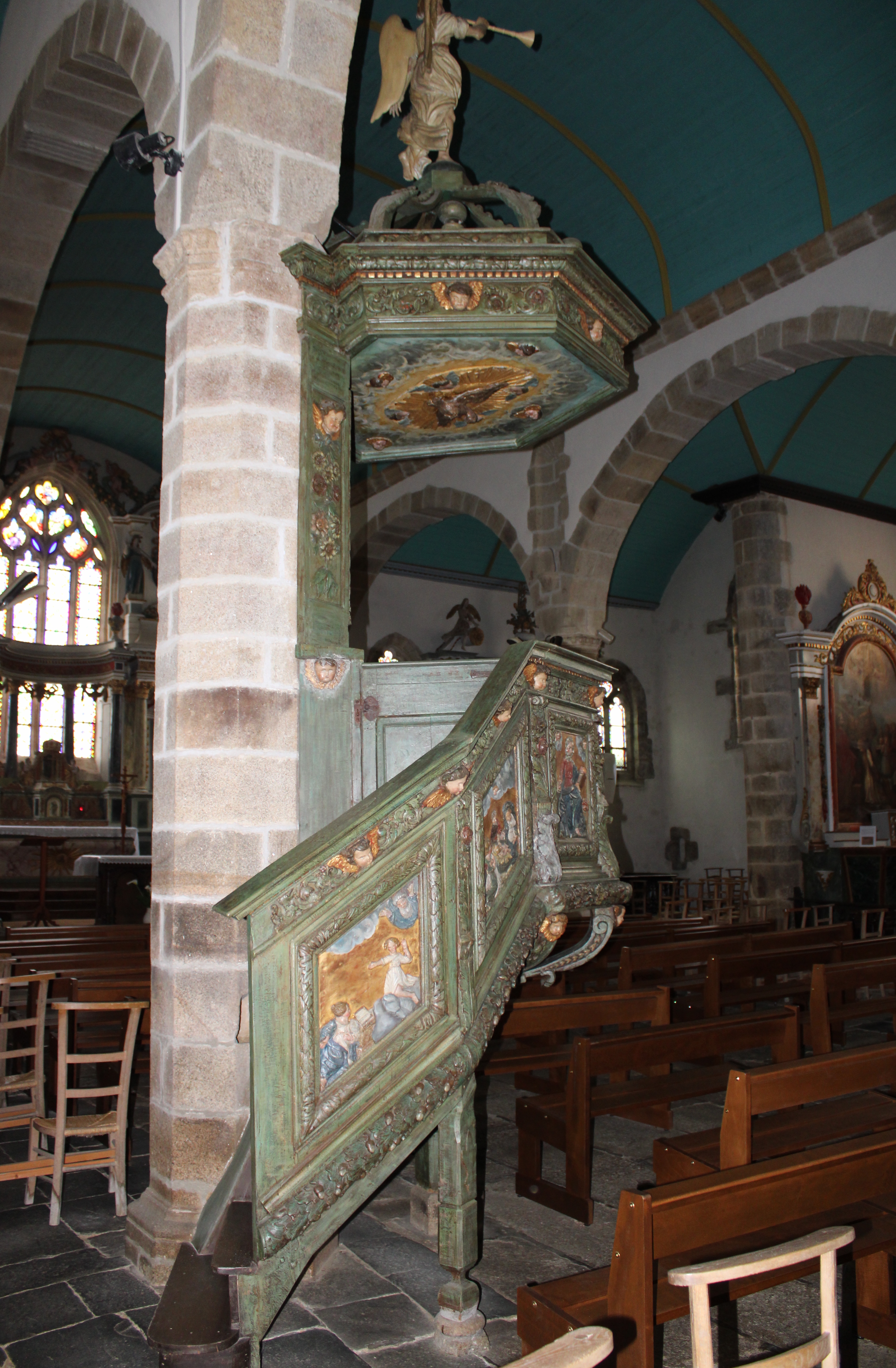
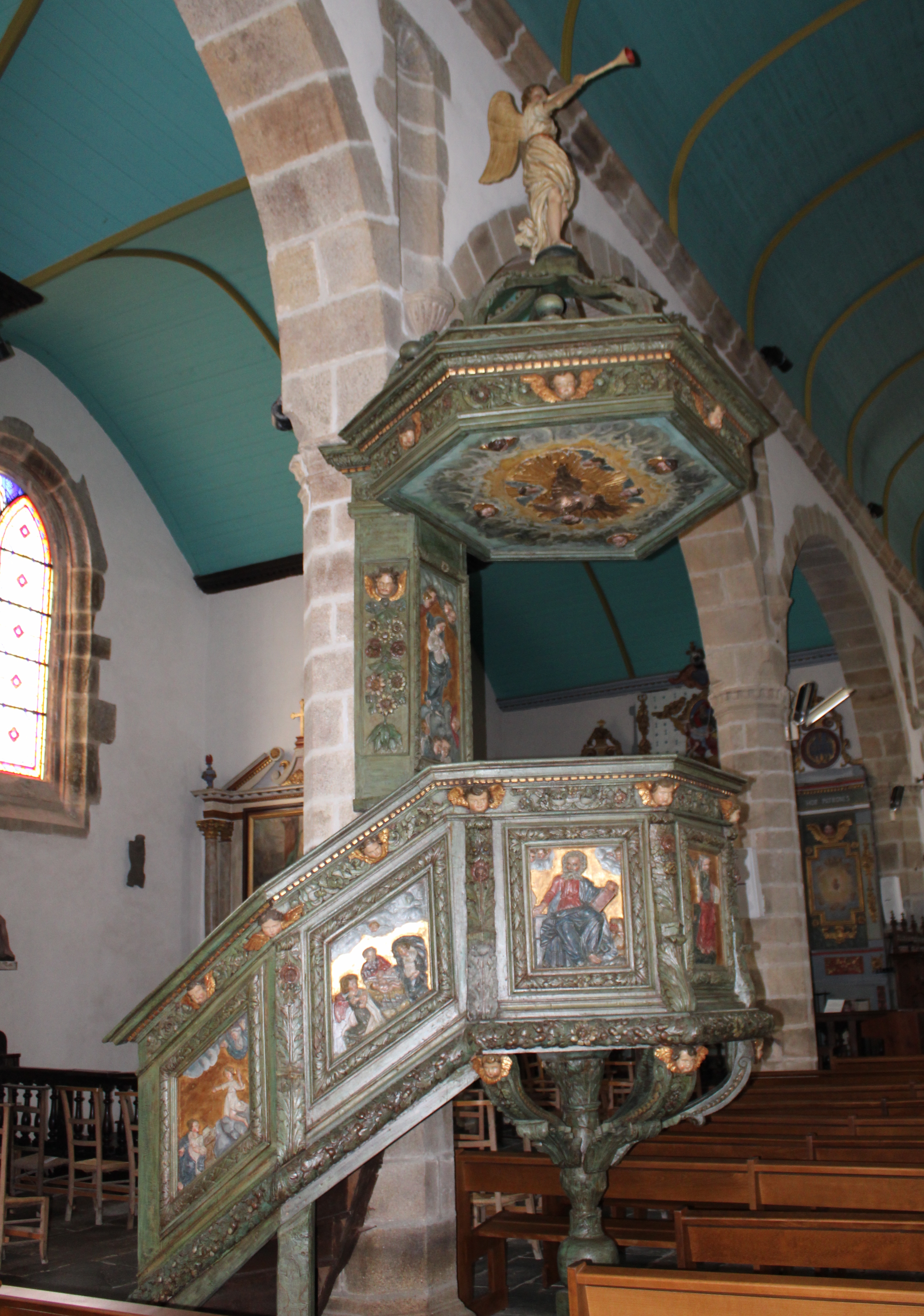
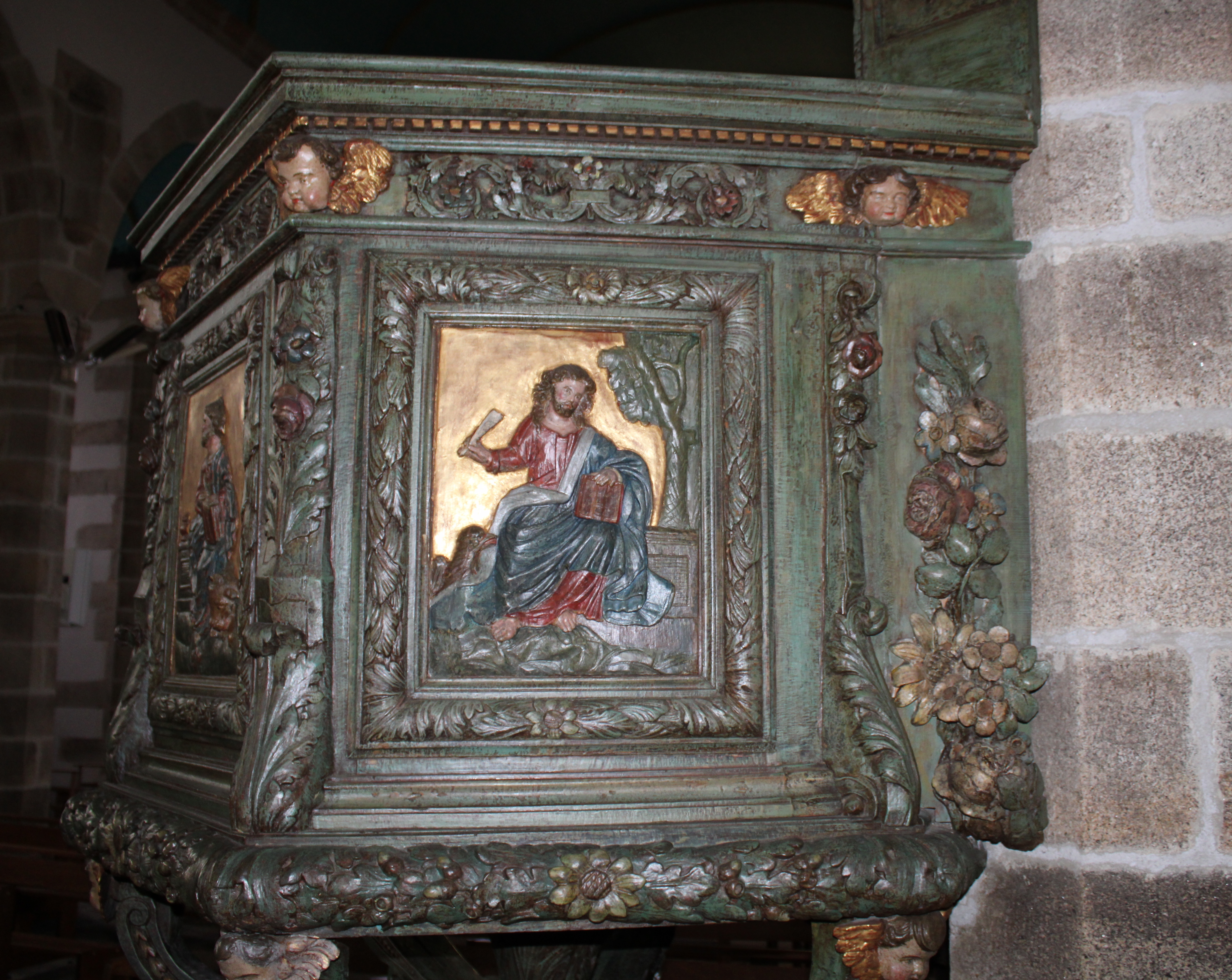
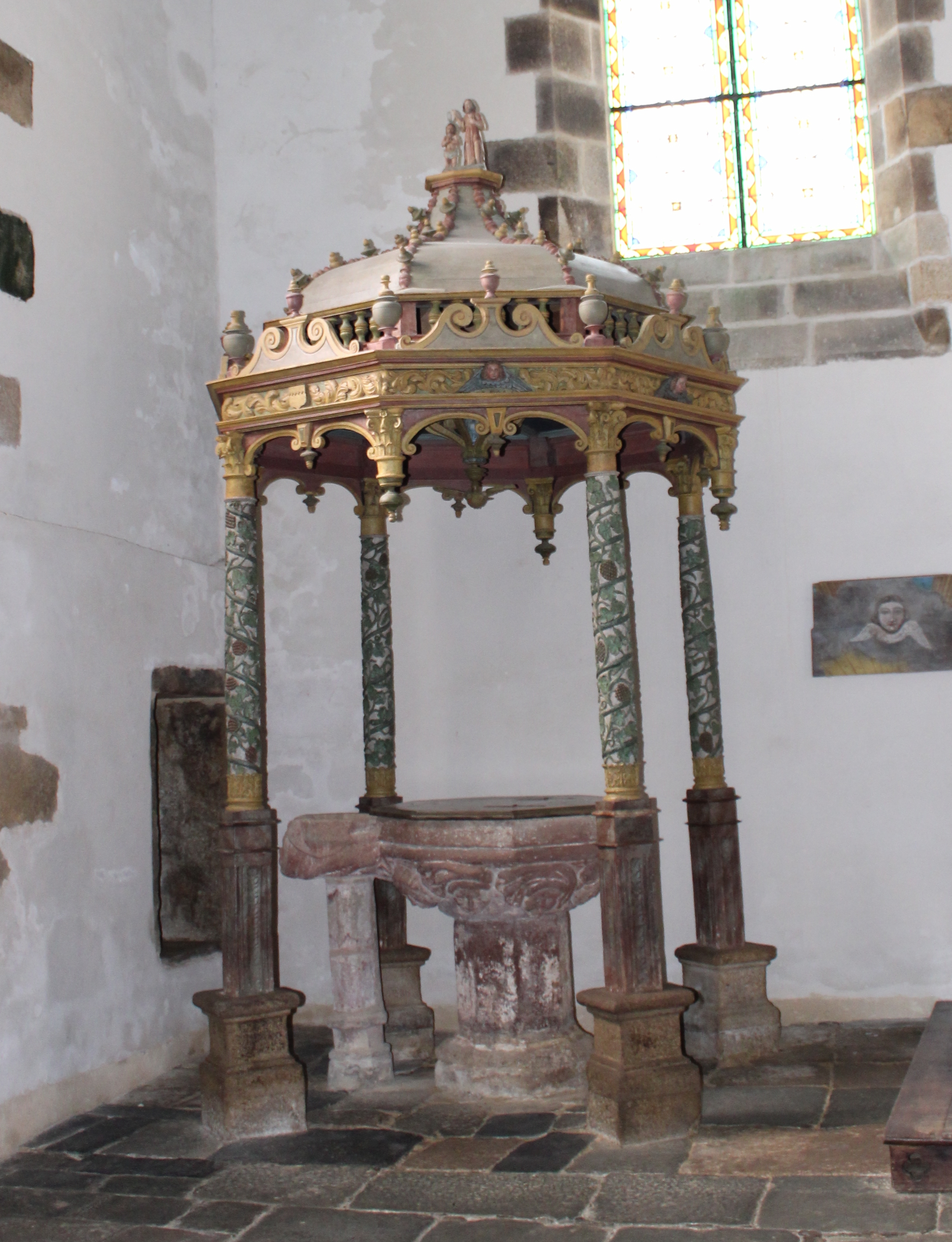

## Cloches
Cet édifice contient une sonnerie de 4 cloches de volée électrique en lancé-franc et donnant les notes suivantes : MI3 - SOL3 - LA#3 - RÉ#4
Actuellement, la cloche 2 (SOL3) est à l'arrêt complet pour cause de fêlure.